# 奥贡州
奥貢州（英文：Ogun State）是奈及利亞36州之一，首府阿贝奥库塔，1976年2月始置，前身是西方州。2006年人口3,751,140人。該州被稱為「奈及利亞的門戶」。